# مقدی شامیریان
مِقِدی شامیریان (ارمنی: մեգեդի Շամիրյան) طراح لباس ارمنی‌تبار اهل ایران است.

## زندگی‌نامه
فارغ‌التحصیل رشته لباس است و در ۱۲ سال حضورش در این عرصه، طراح لباس بیش از ۵۰ اثر نمایشی بوده‌است وی عضو انجمن طراحان صحنه و لباس خانه تئاتر می‌باشد. وی از شاگردان ادنا زینلیان بوده‌است.

## آثار
- مروارید به کارگردانی قطب‌الدین صادقی[۴]
- سقراط به کارگردانی حمیدرضا نعیمی[۵]
- هام به کارگردانی عباس عبدالله‌زاده[۶]
- باور کنید من گره‌گوار سامسا هستم به کارگردانی سمیرامیس بابایی[۷]
- مطرب به کارگردان بهزاد فراهانی[۸]
- سرخ، سفید، آبی به کارگردانی سروش طاهری[۹]
- شب دشنه‌های بلند به کارگردانی علی شمس
- تنها خرچنگ خانگی لای ملافه‌ها لانه می‌کند اتللو به کارگردانی ابراهیم پشت کوهی
- مارلون براندو به کارگردانی مهران رنجبر[۱۰]
- دشنه‌های شب[۱۱]
- ما تا ابد در قطب می‌مانیم به کارگردانی رحیم نوروزی[۱۲]
- فاستوس ۲۰۱۶ به کارگردانی فرشاد منظوفی‌نیا
- زن - مرد به کارگردانی کامران رسول‌زاده و علی شمس
- شیروانی داغ به کارگردانی ایوب آقاخانی[۱۳]
- چشم‌ها به کارگردانی بهار محمودزاده
- جتسیمانی به کارگردانی امیرحسین دوانی[۱۴]
- این یک اعتراف است به کارگردانی شادی اسدپور[۱۵]
- وقتی خروس غلط می‌خواند به کارگردانی علی شمس[۱۶][۱۷]
- نینوچکا به کارگردانی سعید داخ[۱۸]
- راس ساعت ۱۱ به کارگردانی محمدنژاد[۱۹]
- پک به کارگردانی حسین احمدی قاجاری[۲۰]

## جوایز و افتخارات
- برنده تنیس، دیپلم افتخار و جایزه نقدی طراحی لباس در سی و هشتمین جشنواره بین‌المللی تئاتر فجر به خاطر نمایش‌های «تنها خرچنگ خانگی لای ملافه‌ها لانه می‌کند اتللو» و «مارلون براندو»[۲۱][۲۲]
- وقتی خروس غلط می‌خواند نامزد طراحی صحنه در بخش مسابقه تئاتر بین‌الملل سی و هفتمین جشنواره بین‌المللی تئاتر فجر[۲۳][۲۴]